# Metopius errantia
Metopius errantia är en stekelart som beskrevs av Davis 1897. Metopius errantia ingår i släktet Metopius och familjen brokparasitsteklar.

## Underarter
Arten delas in i följande underarter:
- M. e. floridanus
- M. e. arizonicus
- M. e. californicus